# Sinapovska Reka
Sinapovska Reka (bulgariska: Синаповска Река) är ett vattendrag i Bulgarien.   Det ligger i regionen Jambol, i den sydöstra delen av landet, 270 km öster om huvudstaden Sofia.
Omgivningarna runt Sinapovska Reka är en mosaik av jordbruksmark och naturlig växtlighet. Runt Sinapovska Reka är det ganska glesbefolkat, med 26 invånare per kvadratkilometer.